# Condado de Białystok
Nota linguística: Não confundir hrabstwo (condado) com powiat (divisão administrativa)..
Białystok (polaco: powiat białostocki) é um powiat (condado) da Polónia, na voivodia de Podláquia. A sede do condado é a cidade de Białystok. Estende-se por uma área de 2984,64 km², com 139 434 habitantes, segundo os censos de 2005, com uma densidade 46,72 hab/km².

## Divisões admistrativas
O condado possui:
Comunas urbana-rurais: Choroszcz, Czarna Białostocka, Łapy, Michałowo, Supraśl, Suraż, Tykocin, Wasilków, Zabłudów
Comunas rurais: Dobrzyniewo Duże, Gródek, Juchnowiec Kościelny, Poświętne, Turośń Kościelna, Zawady
Cidades: Choroszcz, Czarna Białostocka, Łapy, Supraśl, Suraż, Tykocin, Wasilków, Zabłudów

## Demografia
População (dados de 30 de Junho de 2005):
|          | Total   | Total | Mulheres | Mulheres | Homens  | Homens |
| -------- | ------- | ----- | -------- | -------- | ------- | ------ |
|          | pessoas | %     | pessoas  | %        | pessoas | %      |
| Total    | 139 434 | 100   | 70 580   | 50,6     | 68 854  | 49,4   |
| Cidades  | 50 227  | 100   | 25 843   | 51,5     | 24 384  | 48,5   |
| Povoados | 89 207  | 100   | 44 737   | 50,1     | 44 470  | 49,9   |